# Felismina Cavela
Felismina Cavela, född 24 augusti 1992, är en angolansk friidrottare. Hon deltog vid olympiska sommarspelen 2012.